# Trąbki (województwo zachodniopomorskie)
Trąbki – wieś w Polsce położona w województwie zachodniopomorskim, w powiecie stargardzkim, w gminie Marianowo, przy linii kolejowej 202 Gdańsk-Stargard Szczeciński, ze stacją Trąbki, 2,5 km na północny zachód od Marianowa (siedziby gminy) i 15,5 km na północny wschód od Stargardu (siedziby powiatu).
W latach 1975–1998 miejscowość położona była w województwie szczecińskim.
Przed 2023 r. miejscowość była typu osada